# Глизе 370
Глизе 370 (HD 85512) — одиночная звезда в созвездии Парусов. Расположена в 36 световых годах от Земли.
Звезда главной последовательности (оранжевый карлик спектрального класса К5 V).

## Планетная система

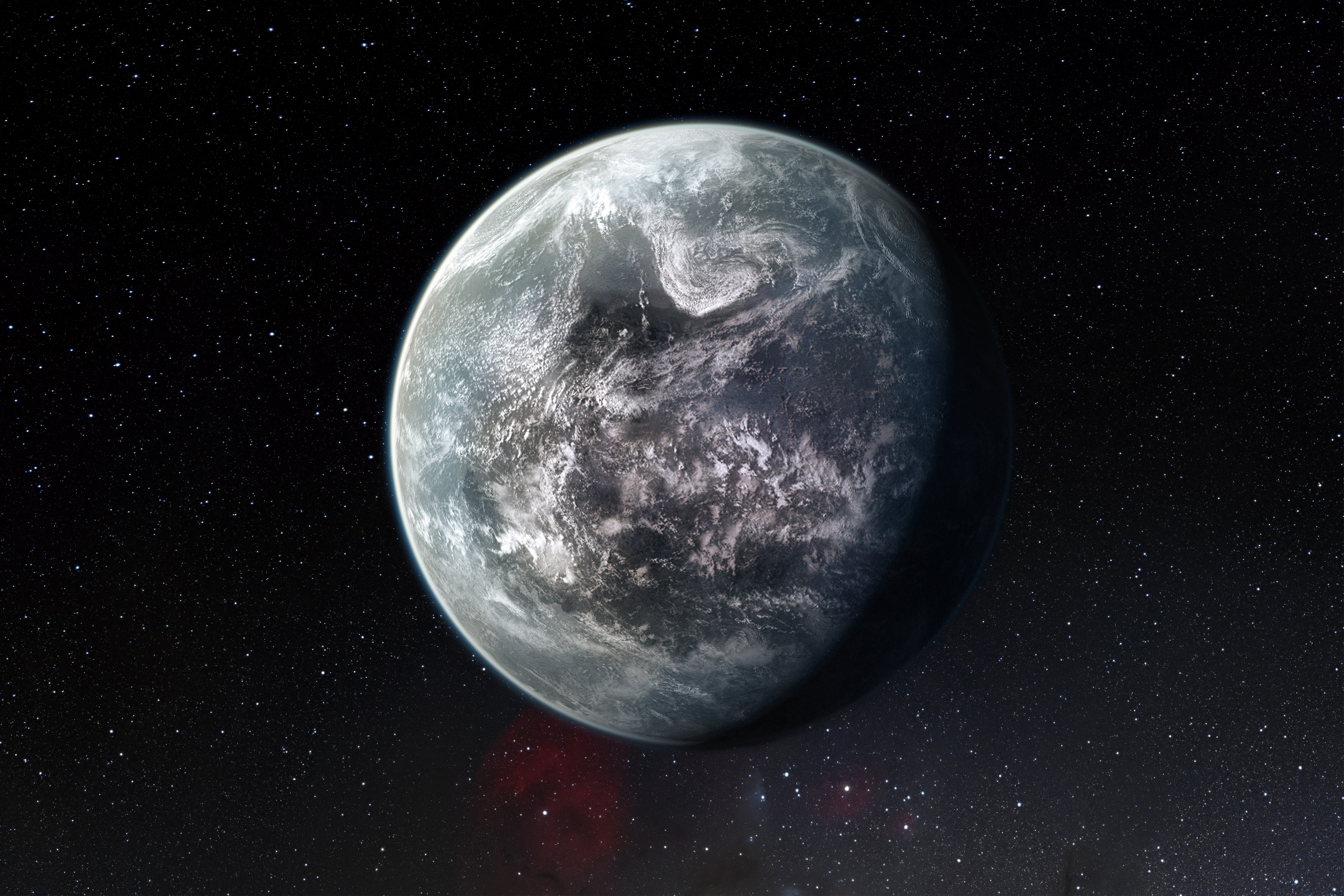
HD 85512 b в представлении художника

19 августа 2011 года  с помощью высокоточных измерений радиальных скоростей (HARPS) у звезды Глизе 370 была обнаружена планета, которая получила условное обозначение HD 85512 b. Она имеет массу в 3,6 раза больше земной и находится внутри обитаемой зоны. На этой планете предположительно существуют условия, близкие к земным. Не исключено, что на ней есть жидкая вода и внеземная жизнь

## Ближайшее окружение звезды
Следующие звёздные системы находятся на расстоянии в пределах 20 световых лет от Глизе 370:
| Звезда    | Спектральный класс | Расстояние, св. лет |
| HIP 47780 | M 1,0              | 4,6                 |
| HD 90034  | K0 IIIaBa+1        | 5,3                 |
| HIP 47425 | M3                 | 5,7                 |
| GJ 3592   | DZ9 /VII           | 7,0                 |
| HD 74576  | K3 V               | 8,6                 |
| HR 4523   | G3-5 V / ?         | 14                  |
| HD 84117  | F8 V               | 19                  |